# Poppea discrepans
Poppea discrepans är en insektsart som beskrevs av Goding. Poppea discrepans ingår i släktet Poppea och familjen hornstritar. Inga underarter finns listade i Catalogue of Life.